# Blaps pinguis
Blaps pinguis – gatunek chrząszcza z rodziny czarnuchowatych i podrodziny Tenebrioninae.
Gatunek ten został opisany w 1880 roku przez Ernesta Allarda. Zgodnie z wynikami badań przeprowadzonych przez Condamine i współpracowników w 2011 roku został on umieszczony w jednogatunkowej grupie B. pinguis, która zajmowała pozycję siostrzaną do kladu obejmującego grupy B. emondi i B. gigas. Wyniki badań z 2013 roku umieszczają jednak ten gatunek w obrębie grupy gatunków B. emondi, w której zajmuje pozycję siostrzaną do B. binominata. Linie ewolucyjne tych gatunków rozejść miałyby się około 6 mln lat temu, pod koniec miocenu.
Blaps pinguis jest żywicielem nicienia Spirura rytipleurytes seurati, który następnie infekuje jeże Arinaceus algirus. Innym atakującym tego chrząszcza nicieniem jest Subulura bolivari.
Chrząszcz ten jest endemitem Maroka.